# Diether von Kleist
Diether-Dennies von Kleist (* 13. März 1890 in Stuttgart; † 16. Mai 1971 in Göttingen) war ein deutscher Offizier und Prähistoriker. Als Offizier diente er im Ersten und im Zweiten Weltkrieg, zuletzt im Frühjahr 1945 als Kommandant von Stolp. Als Prähistoriker arbeitete er über den Kreis Schlawe.

## Leben
Er wurde als Angehöriger des pommerschen Adelsgeschlechts Kleist im Jahre 1890 in Stuttgart geboren, wo sein Vater Friedrich Wilhelm von Kleist preußischer Gesandter am königlich-württembergischen Hofe war. Er schlug die Offizierslaufbahn in der preußischen Armee ein und wurde Leutnant im Kaiser Alexander Garde-Grenadier-Regiment Nr. 1 in Berlin. Sein Interesse galt frühzeitig der Fliegerei.
Im Ersten Weltkrieg wurde er als Flugzeugführer eingesetzt, geriet aber bereits im Oktober 1914 in französische Kriegsgefangenschaft. Am 4. Dezember 1914 erhielt er das Eiserne Kreuz 1. Klasse.  Im Jahre 1918 wurde er ausgetauscht und diente noch mehrere Monate im Großen Hauptquartier sowie als Bataillonskommandeur, zuletzt als Hauptmann.
Nach dem Ersten Weltkrieg war er im Grenzschutz Ost in Pommern tätig, er leitete den Grenzschutz im Kreis Schlawe. Dort verband er diese dienstliche Tätigkeit mit seinem Interesse für die Vorgeschichtsforschung. Er wurde von Otto Kunkel, dem staatlichen Vertrauensmann für die Bodenaltertümer der Provinz Pommern, zum Kreispfleger für kulturgeschichtliche Altertümer im Kreis Schlawe ernannt. Kleist, der keine formale wissenschaftliche Vorbildung als Prähistoriker hatte, eignete sich die erforderlichen Kenntnisse selber an und führte unter anderem Notgrabungen selbständig durch. Im Rügenwalder Schloss richtete er eine vorgeschichtliche Schausammlung ein. Über die Vorgeschichte des Kreises Schlawe veröffentlichte er einen Führer durch die Urgeschichte des Kreises Schlawe (1933).
Im Zweiten Weltkrieg diente er erneut als Offizier. Zuletzt war er im Frühjahr 1945 als Oberst Kommandant von Stolp und leitete den Rückzug der deutschen Truppen über Lauenburg in Pommern auf die Halbinsel Hela, von wo sie nach Mecklenburg verschifft wurden. Kleist ging bei Lübeck in britische Kriegsgefangenschaft und wurde über ein Jahr im Generalslager von Ostende gefangen gehalten. Hinterpommern war inzwischen an Polen gekommen. Er lebte mit seiner Frau in Flensburg.
Der Vorgeschichte Pommerns galt weiterhin sein Interesse. Er veröffentlichte Die urgeschichtlichen Funde des Kreises Schlawe (1955). 1955 wurde er Ehrenmitglied der Gesellschaft für pommersche Geschichte, Altertumskunde und Kunst. Daneben wirkte er an der Fortführung der Geschichte der Familie von Kleist für die Zeit seit 1880 mit. Er starb 1971 in Göttingen. Im Bundesarchiv-Militärarchiv befindet sich ein Nachlass.

## Schriften
- Führer durch die Urgeschichte des Kreises Schlawe. 1933.
- Die urgeschichtlichen Funde des Kreises Schlawe. 3. Beiheft zum Hamburger Atlas der Urgeschichte. Hamburgisches Museum für Völkerkunde und Vorgeschichte, Hamburg 1955.
- Geschichte des Geschlechts von Kleist. Dritter Teil, zweite Abteilung enthaltend die Biographien der Tychow-Dubberower Linie. Ergänzung und Fortführung. 1971. (gemeinsam mit Berndt von Kleist) (Online)